# Lenço de bolso

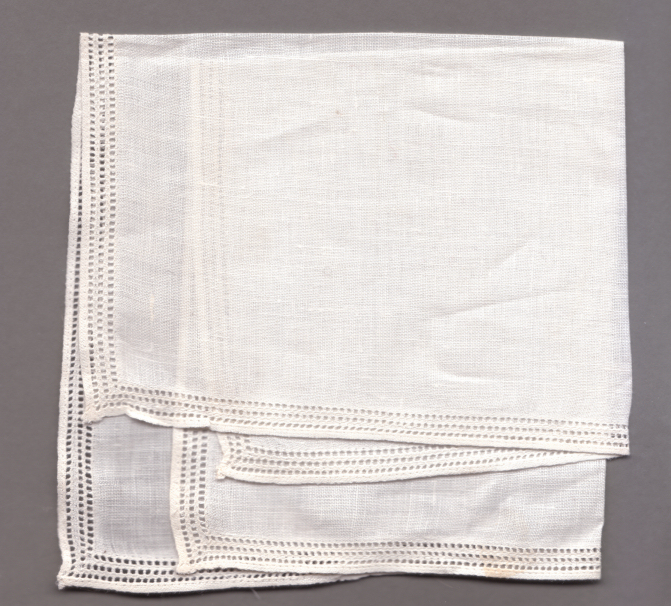
Lenço de linho

Um lenço de bolso, de mão ou de papel é uma forma de lenço ou bandana, tipicamente um quadrado com bainha de tecido fino que pode ser carregado no bolso ou bolsa de mão, e que se destina a fins de higiene pessoal, como limpar as mãos ou o rosto, ou assoar o nariz. Um lenço também é usado às vezes como um acessório puramente decorativo no bolso do terno. É também um acessório importante em muitas danças folclóricas em muitas regiões como os Bálcãs e o Médio Oriente; um exemplo de dança folclórica usando lenços é calamatianos.

## Uso moderno

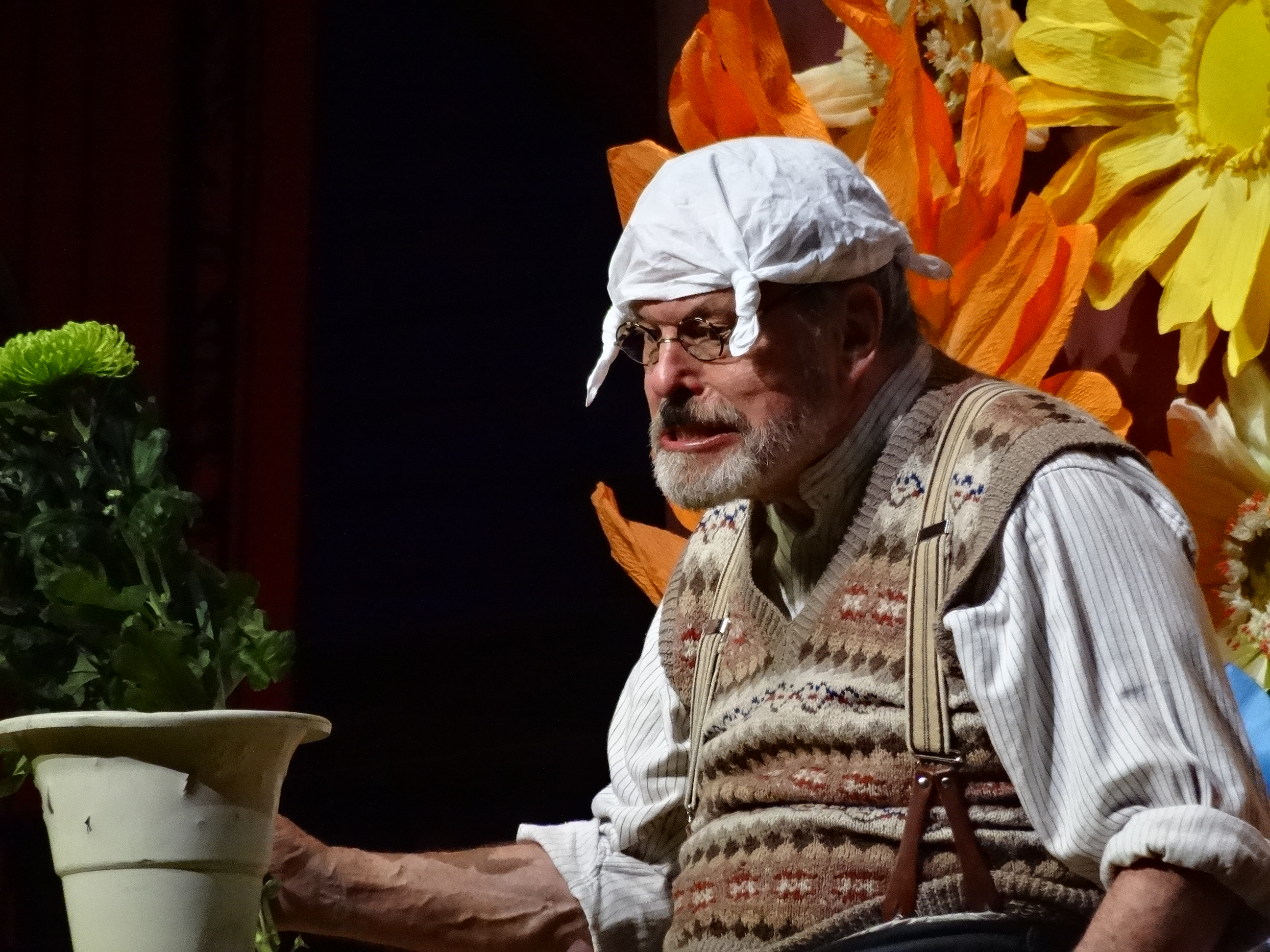
Grupo Monty Python utilizando um chapéu feito de lenços.

O material de um lenço pode ser simbólico da classe socioeconômica do usuário, não só porque alguns materiais são mais caros, mas porque alguns materiais são mais absorventes e práticos para quem usa um lenço por mais do que estilo. Os lenços podem ser feitos de algodão, mistura de algodão sintético, tecido sintético, seda ou linho.
Os lenços também são usados como uma maneira improvisada de transportar pequenos itens quando uma bolsa ou cesta não está disponível. Eles também podem servir como um substituto para um curativo sobre uma pequena lesão. No Reino Unido, o hábito de usar um lenço com as pontas amarradas na cabeça na praia tornou-se um estereótipo de cartão-postal à beira-mar.
A partir do final do século XVIII, lenços brancos eram acenados, geralmente por mulheres (os homens geralmente acenavam com seus chapéus), para demonstrar aprovação em eventos públicos, como procissões ou comícios políticos.
Usar lenços para acentuar os movimentos das mãos durante a dança é uma característica da dança tradicional da África Ocidental e afro-americana, neste último caso, especialmente em festas de casamento. Os lenços também são apetrechos tradicionais em certos tipos de dança folclórica inglesa, como a dança de Morris.
Além do uso pretendido, podem ser usados para limpeza de equipamentos, polimento de sapatos, limpeza de mãos e rosto, sinalização de atenção, como faixa de suor, lenço de pescoço, proteção contra inalação de poeira, conserto de calçados, recorte de peças para remendar roupas, corte como remendos de limpeza de armas de fogo de emergência, pavio de coquetel molotov (bomba de fogo), suporte de utensílio de cozinha quente, um curativo improvisado, torniquete ou tipoia de braço.

## Rumāl

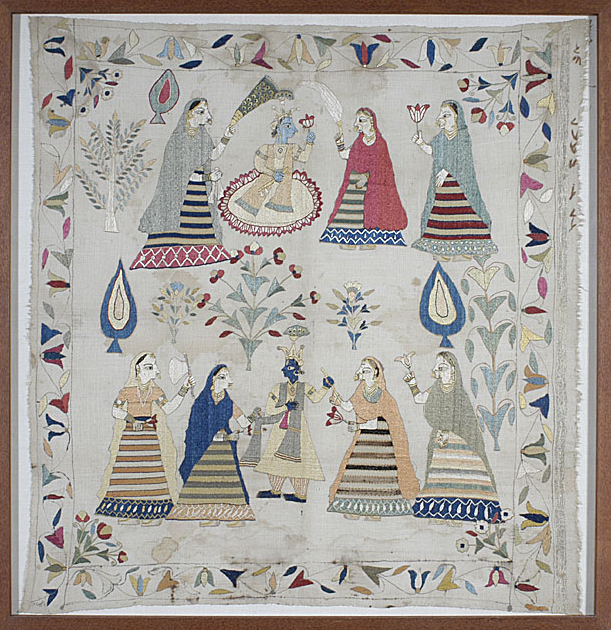
Rumāl com cenas de gopis adorando Krishna. Final do século XVIII ao início do século XIX, distrito de Chamba, Himachal Pradexe, Índia. Mobiliário cerimonial/ritual, bordado de seda em algodão. Coleção têxtil do LACMA

Rumal é um pequeno pedaço de pano solto, semelhante a um lenço usado para cobrir a cabeça por meninos siques, esportistas e outros convidados que visitam Gurdwara. No Siquismo, o Rumal é considerado da mesma forma que o turbante.